# Witte zaagbaars
De Witte zaagbaars (Epinephelus aeneus) is een straalvinnige vis uit de familie van zaagbaarzen (Serranidae) en behoort derhalve tot de orde van baarsachtigen (Perciformes). De vis kan een lengte bereiken van 120 cm. Epinephelus aeneus wordt ook wel thiof genoemd (leenwoord uit Wolof).

## Leefomgeving
Epinephelus aeneus komt in zeewater en brak water voor. De vis prefereert een subtropisch klimaat en leeft hoofdzakelijk in de Atlantische Oceaan. Bovendien komt Epinephelus aeneus voor in de Middellandse Zee. De diepteverspreiding is 20 tot 200 m onder het wateroppervlak.

## Relatie tot de mens
Epinephelus aeneus is voor de visserij van aanzienlijk commercieel belang. In de hengelsport wordt er weinig op de vis gejaagd. Voor de Afrikaanse kusten wordt hij door de internationale visserij echter dusdanig overbevist, dat de witte zaagbaars met uitsterven bedreigd is.